# Toni Collette
Antonia Collett (n. 1 noiembrie 1972, Noul Wales de Sud, Australia), cunoscută sub numele Toni Collette, este o actrită și cântăreață australiană, cunoscută pentru munca ei ca actriță de teatru, televiziune și film, fiind și solista formației Toni Collette & the Finish. Ea a primit șase Premii AACTA, un premiu Emmy și un Premiu Globul de Aur și a fost nominalizată pentru un Premiu Oscar și un Premiu Tony.

## Viața timpurie
Toni Collett s-a născut în Blacktown, o suburbie din Sydney, ca fiica lui Judith (Cook) și Bob Collett, un șofer de camion. Ea are doi frați mai mici, Ben și Christopher. La naștere a primit numele de „Collett”, dar a adăugat un "e" la sfârșit pentru numele ei de scenă. De la o vârstă fragedă, Collette și-a arătat talentul pentru actorie. Și-a înscenat o apendicita, atunci când a avut unsprezece ani, și a fost atât de convingătoare, încât doctorii i-am scos apendicele, deși testele nu au arătat nimic în neregulă cu ea.

## Legături externe
- Toni Collette la Internet Movie Database